# Cambise ebbro uccide il figlio del suo ministro Pressaspe
Cambise ebbro uccide il figlio del suo ministro Pressaspe e Cambise adirato aggredisce la propria moglie sono due grandi teleri opera di Antonio Cifrondi conservati nella collezione Intesa Sanpaolo.

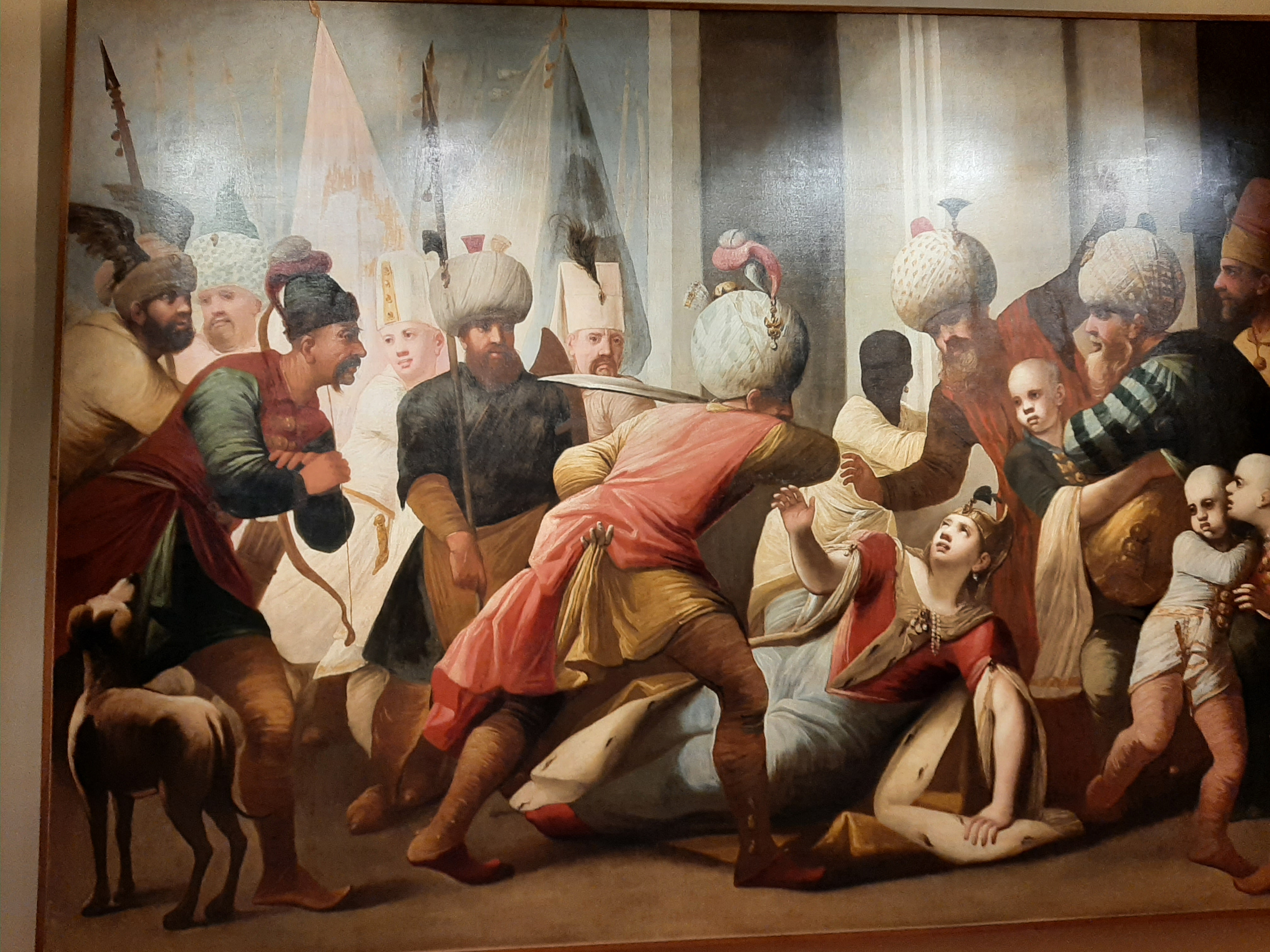
Antonio Cifrondi-Cambise percuote la moglie

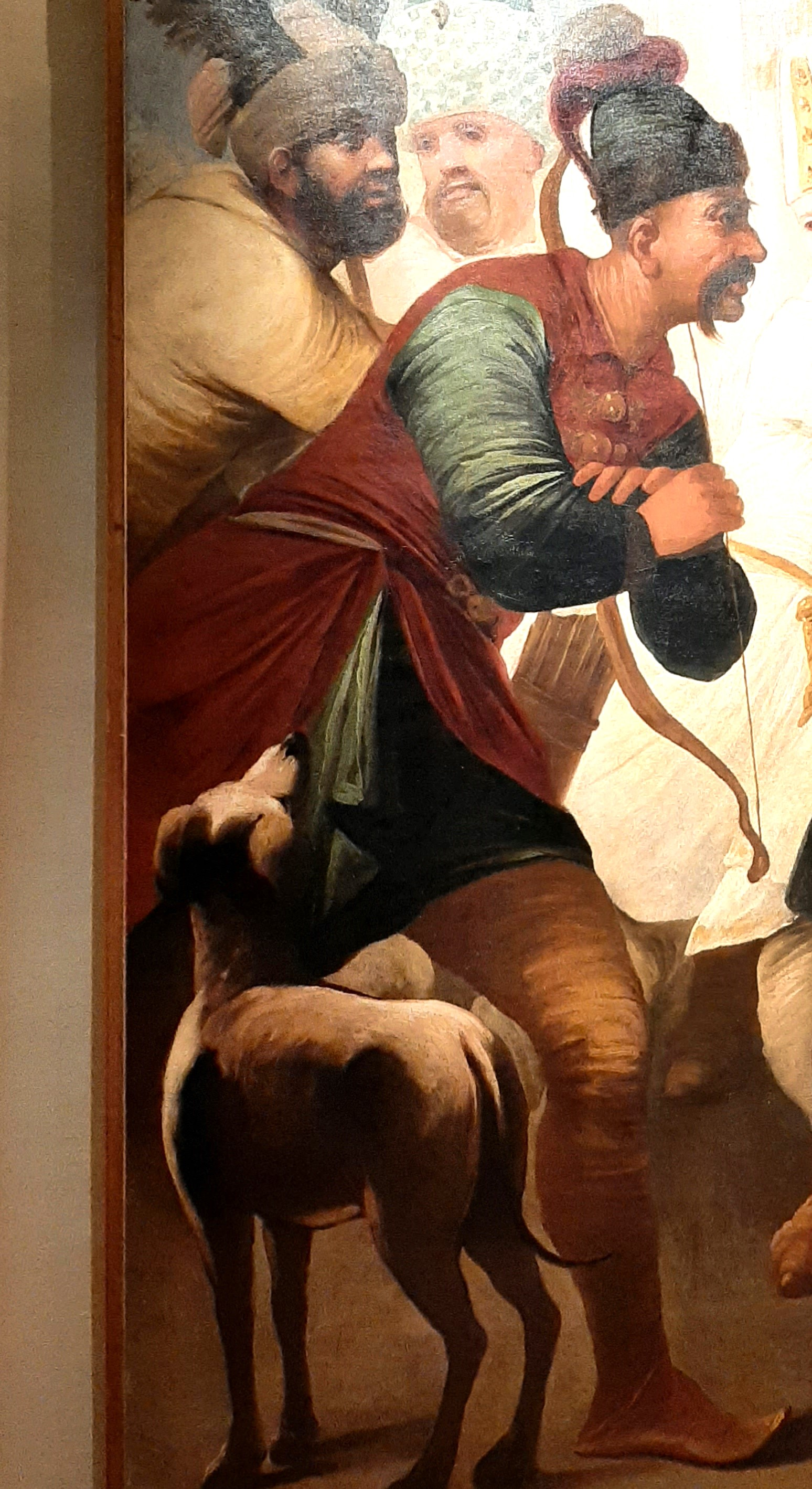
Cifrondi - Particolare-Cambise che percuote la propria moglie

## Storia
Nel 1907 le due grandi tele furono descritte e indicate presenti nella sala d'onore del palazzo Barca, descrizione inserita nello studio dei nomi delle vie clusonesi
(Baradello Fogaccia 1907)
I due grandi teleri risulta fossero ancora esposti nella grande sala almeno fino al 1920 come certificato da una foto conservata nell'archivio Cristilli. Fu proprio in epoca successiva che la famiglia Barca, che era subentrata nel palazzo costruito dalla famiglia Marinoni, iniziò la vendita del patrimonio mobile familiare.
La descrizione indica il modo veloce e passionale con cui l'artista realizzava le proprie opere. Per molti anni le due tele furono indicate come provenienti da villa Zanchi di Scanzorosciate. I dipinti erano esposti nel palazzo clusonese con altri lavori dell'artista tra i quali Ritratto di Pietro Marinoni allora parroco di Cerete.
Furono alienati negli anni '20 all'Ente Patronato San Vincenzo che nel 1986 li cedette alla collezione della Banca Intesa Sanpaolo.
I due teleri hanno le medesime misure e hanno seguito entrambi la medesima storia di restauro ed esposizione.

## Descrizione e stile
Le due grandi tele raffigurano due eventi violenti e drammatici che coinvolsero la vita di Cambise II di Persia figlio di Ciro il Grande. Il primo telero raffigura il re che in stato di manifesta ubriachezza, uccide il figlio del suo primo ministro Pressaspe, mentre nel secondo percuote la moglie. che lo aveva accusato di essere l'assassino del cognato; la donna morirà dallo spavento. 
La raffigurazione di eventi storici fu molto importante per l'artista che venne conosciuto proprio come esecutore di pittura di storia. I due dipinti fanno pendant in quanto raccontano due eventi che furono narrati da Erodoto e da Seneca come esempio di eventi tirannici di chi detiene il potere. Il primo grande dipinto raffigura infatti Cambise, re di Persia, che in un momento di particolare vigore dovuto al bere, uccide il figlio del suo ministro Pressaspe colpendolo con un dardo al cuore, dopo che questi lo aveva accusa di aver ecceduto nel bere, e per questo non poter essere lucido nelle decisioni. Il suo gesto indicava la sua piena capacità e lucidità colpendogli il figlio senza sbagliare. Il primo ministro, raffigurato con abito elegante, è posto al centro del dipinto mentre osserva la scena inerme.  Nel secondo percuote la moglie Roxana minacciandola con una spada perché questa lo aveva accusato di averle ucciso il fratello, cosa peraltro vera. La moglie morirà poi di spavento.
I due teleri raccontano gli eventi come se fossero una favola, i personaggi sono avvolti in abiti colorati, con i capi avvolto in vistosi turbanti, con scimitarre e serviti da mori, come era usanza nelle raffigurazioni del Seicento dove era di moda proporre temi esotici come venivano raccontati dai viaggiatori che tornati dall'oriente proponevano nuove stoffe, costumi e nuovi alimenti. Vi sono anche due opere teatrali a medesimo soggetto pubblicate pochi anni prima dei due teleri, forse conosciuti da Cifrondi o a lui proposti per la realizzazione della commissione di palazzo Barca: una di Carlo Amadio del 1679 e di Domenico Lalli opera musicata da Alessandro Scarlatti Cambise del 1719.
La ricollocazione originaria avvenuta durante l'esposizione del 2023 permette di rivedere quanto i dipinti si inseriscano perfettamente nella sala e nell'affresco della volta che presenta importanti simboli, motti e figure allegoriche che propongono i valori indicati nei teleri come quello della famiglia la cui concordia viene molte volte minacciata dall'arroganza e dall'invidia.